# Élisa Deroche
Pour les articles homonymes, voir Deroche.
Élisa Deroche, connue sous le pseudonyme de baronne Raymonde de Laroche, est une actrice et aviatrice française née le 22 août 1882 à Paris (4e arr.) et morte le 18 juillet 1919 dans un accident d'avion au Crotoy (Somme).
C'est la première femme au monde à avoir obtenu son brevet de pilote-aviatrice le 8 mars 1910, faisant date dans l'histoire de l'aviation féminine, avec Thérèse Peltier, Marthe Niel , Hélène Dutrieu, Marie Marvingt et Amelia Earhart.

## Biographie

### Enfance
Élisa Léontine Deroche naît le 22 août 1882 dans le quartier parisien du Marais au numéro 61, rue de la Verrerie. Ses parents sont  Charles-François Deroche, un maroquinier fondateur de la Maison Deroche à Paris, et Christine Calydon Gaillard. Jeune femme, elle commence une carrière artistique.
Le 15 décembre 1903, au théâtre Sarah Bernhardt, elle joue le rôle de Doña Sérafine dans la pièce La Sorcière de Victorien Sardou.
Le 10 octobre 1904, au théâtre des Mathurins, elle joue le rôle de Maria dans la pièce Baptiste de Michel Carré.
Le 16 décembre 1906, au théâtre Réjane, elle joue le rôle de Rigolboche dans la pièce La Savelli, adaptation d'un roman de Gilbert Augustin-Thierry, dans une mise en scène de Max Maurey.
C'est pendant la période où elle s'adonne au théâtre qu'elle prend le pseudonyme de « baronne Raymonde de Laroche », en mémoire de sa fille, Raymonde Marguerite Charlotte Thadome, décédée le 25 mars 1902 à l'âge de sept mois et demi,. Elle se consacre également à la peinture, à la sculpture et au sport automobile.

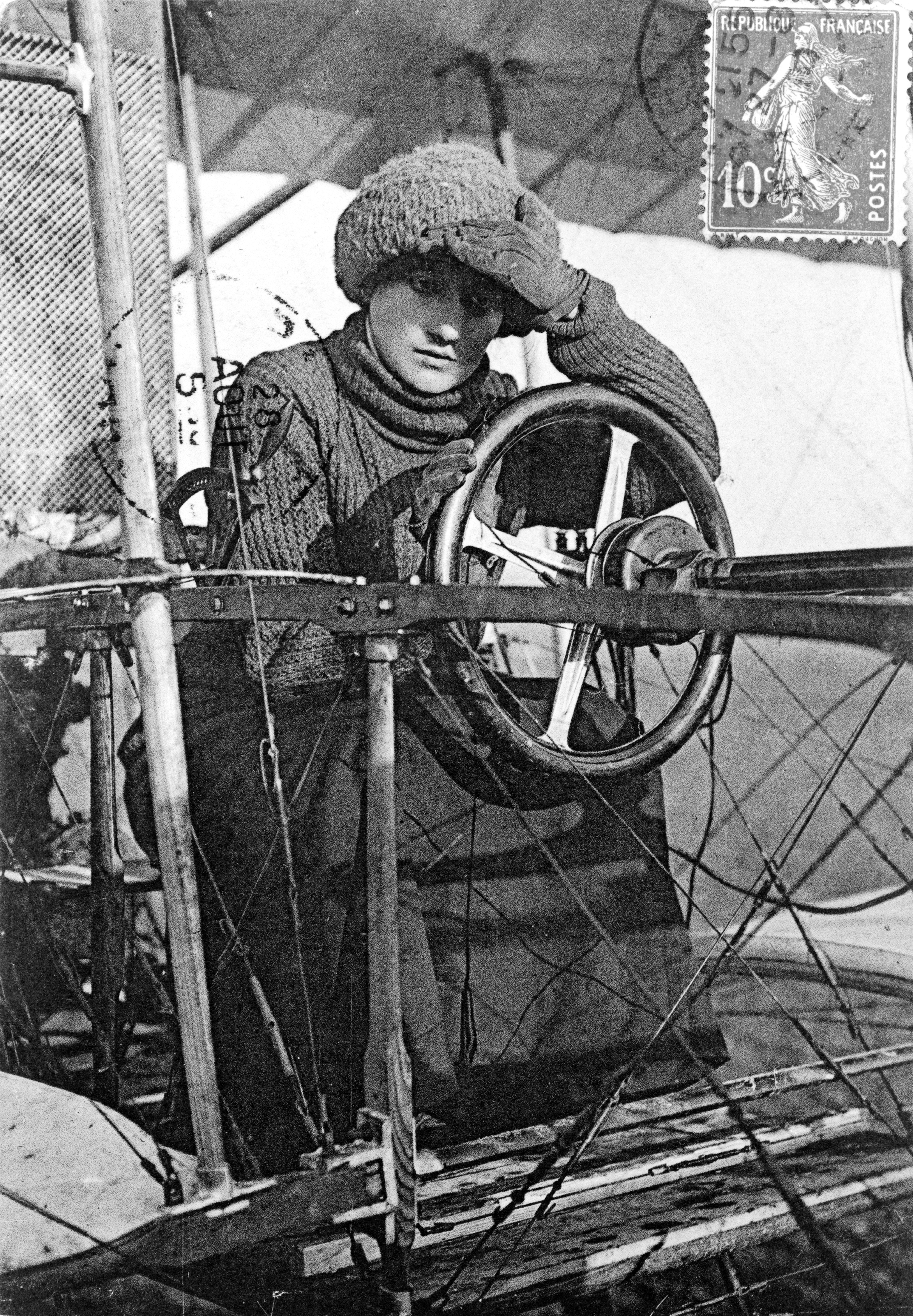
Élisa Deroche au poste d'un biplan Voisin.

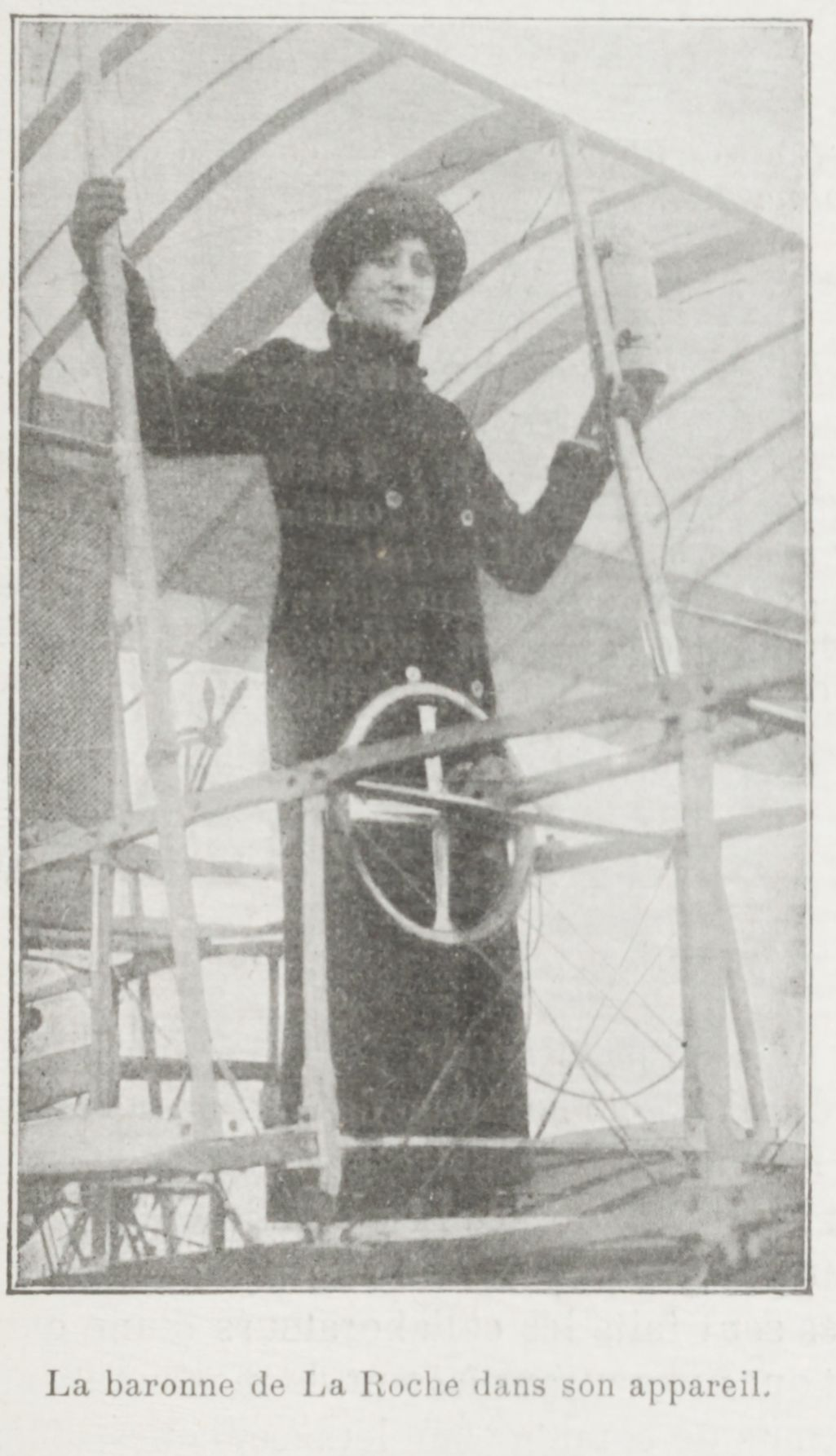
Élisa Deroche, dite la baronne de Laroche, dans son appareil.

Très tôt, Élisa Deroche s'intéresse aux sports. En 1892, à l'âge de dix ans, on lui offre un poney ; elle se passionne pour l'équitation puis, successivement, pour le tennis, le rowing, le patinage, la bicyclette.
Vers 1902, elle conduit une motocyclette fabriquée par les frères Werner. C'est aussi en 1902 qu'elle obtient son permis de conduire.

### Performances en aviation
Le 13 septembre 1906, Raymonde de Laroche est présente à Bagatelle, lorsque Santos-Dumont réussit un premier vol. Le 13 janvier 1908, elle est à Issy-les-Moulineaux, quand Henri Farman réalise une boucle d'un kilomètre.
Raymonde de Laroche s'intéresse aux études et aux expériences de Blériot, d'Ernest Archdeacon et des frères Voisin. Après avoir étudié divers appareils, elle choisit le biplan Voisin pour ses qualités de maniabilité, de stabilité et de facilité à piloter, et en 1909 elle rencontre Charles Voisin, fondateur avec son frère Gabriel de l'entreprise Voisin Frères.

### Apprentissage avec Charles Voisin
Raymonde de Laroche souhaite piloter elle-même et ne plus rester simple spectatrice : elle décide d'exécuter son premier vol en étant seule à bord. L'ingénieur aviateur Édouard Chateau se charge de sa formation, au camp de Châlons à Mourmelon.
Le 22 octobre 1909, elle fait son premier vol seule à bord d'un biplan Voisin sur une distance de 300 mètres. Le lendemain, elle réalise un vol de 6 kilomètres, toujours sous la vigilance de M. Château,,,.
Le 1er janvier 1910, elle prend livraison de son biplan Voisin et fait un vol de sept minutes, mais il est interrompu par la nuit, ce qui l'empêche de concourir pour le brevet de pilote.

### Obtention du brevet de pilote

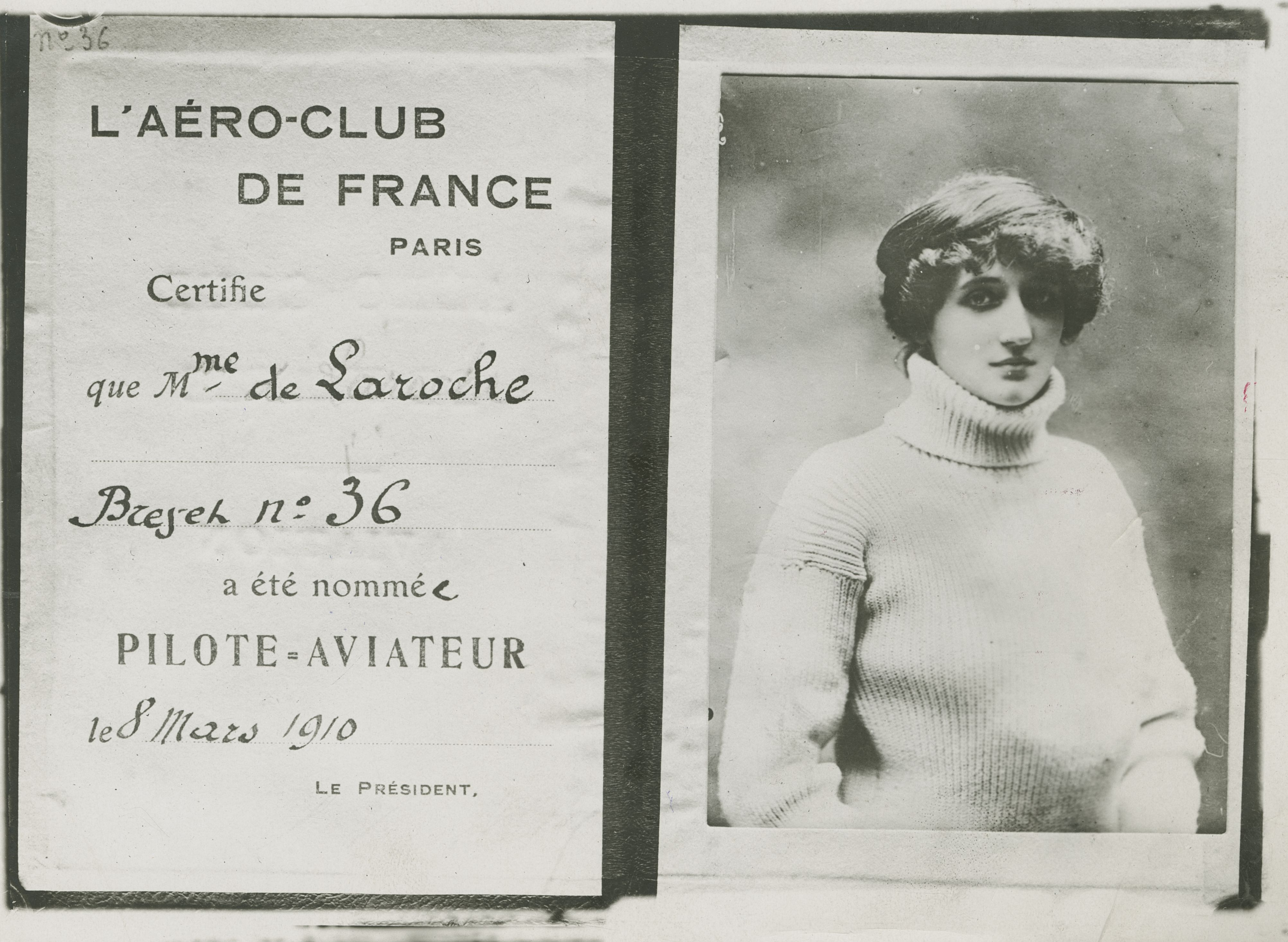
Certificat de Raymonde de Laroche.

Le 4 janvier 1910, Raymonde de Laroche s'entraîne pour l'obtention de son brevet de pilote sur le terrain de Bouy. Elle prend son vol vers 15 h, par vent faible, fait un premier tour de piste en volant à quatre mètres de hauteur dans des conditions parfaites, lorsqu'au deuxième tour, ayant pris un virage trop au large et n'ayant pu monter assez haut, elle percute les peupliers qui bordent la route. Ce même jour, Léon Delagrange se tue sur le terrain de La Croix-d'Hins en Gironde.
Elle obtient son brevet de pilote pendant le meeting d'Héliopolis en Égypte, qui se tient du 6 au 13 février 1910. L'Aéro-Club de France le valide, et le brevet lui est délivré le 8 mars 1910, no 36 de l'Aéro-Club de France,,. Elle est la première femme au monde à l'obtenir, bien qu'elle ne soit pas la première femme à avoir piloté un aéroplane en solo (Thérèse Peltier l'a devancée, en effectuant un vol en septembre 1908 sans avoir son brevet).

### Participation à des meetings aériens
Raymonde de Laroche participe ensuite à de nombreux rassemblements aériens, tant en France qu’à l’étranger, comme celui d'Héliopolis, le meeting de Tours du 30 avril au 5 mai 1910, le meeting de Saint-Pétersbourg du 8 mai au 15 mai 1910, devant le tsar Nicolas II ; Raymonde de Laroche fait à cette occasion un vol spectaculaire : à cent mètres d'altitude, elle coupe le moteur de son biplan pour atterrir en vol plané. Elle se produit aussi à la Semaine d'aviation de Touraine, au meeting de Budapest du 5 au 15 juin 1910 et à la Grande Semaine d'aviation de Rouen du 19 au 26 juin 1910.

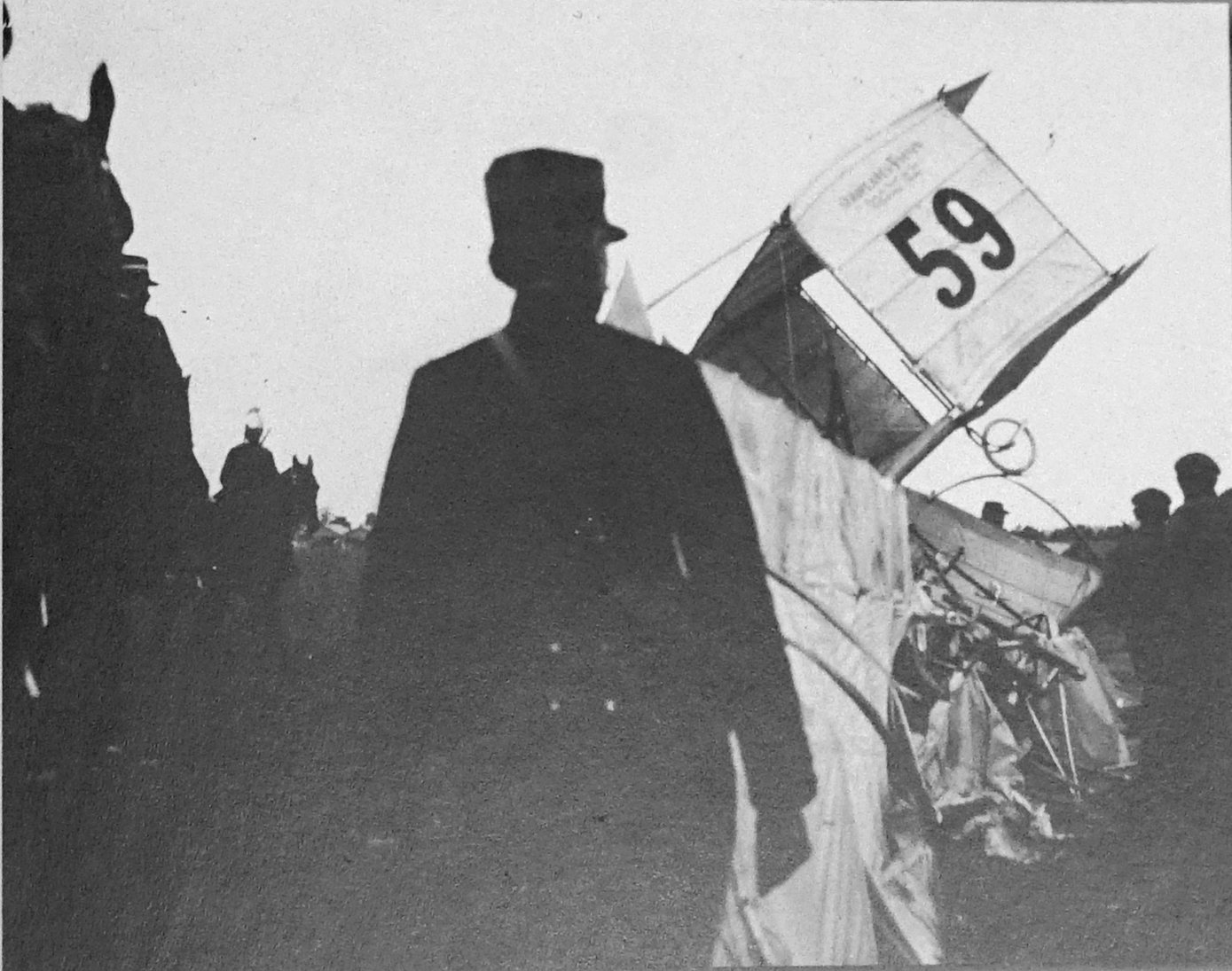
Accident de Laroche le 8 juillet 1910.

Du 3 au 10 juillet 1910, elle apparaît lors de la deuxième grande semaine d'aviation de la Champagne à Reims. Elle est grièvement blessée pendant ce meeting, le 8 juillet 1910, son avion s'étant écrasé ; on la transporte dans la clinique du docteur Roussel à Reims. Rétablie, elle quitte la clinique le 7 octobre pour rejoindre son domicile parisien,.
Le 20 mai 1911, Raymonde de Laroche est nommée officier d'Académie par Théodore Steeg, ministre de l'Instruction publique et des Beaux-arts.

### Records établis
Elle sert pendant la guerre en assurant des transports. Après la guerre elle établit plusieurs records : d'altitude (4 663 m) et de distance (323 km).

### Mort

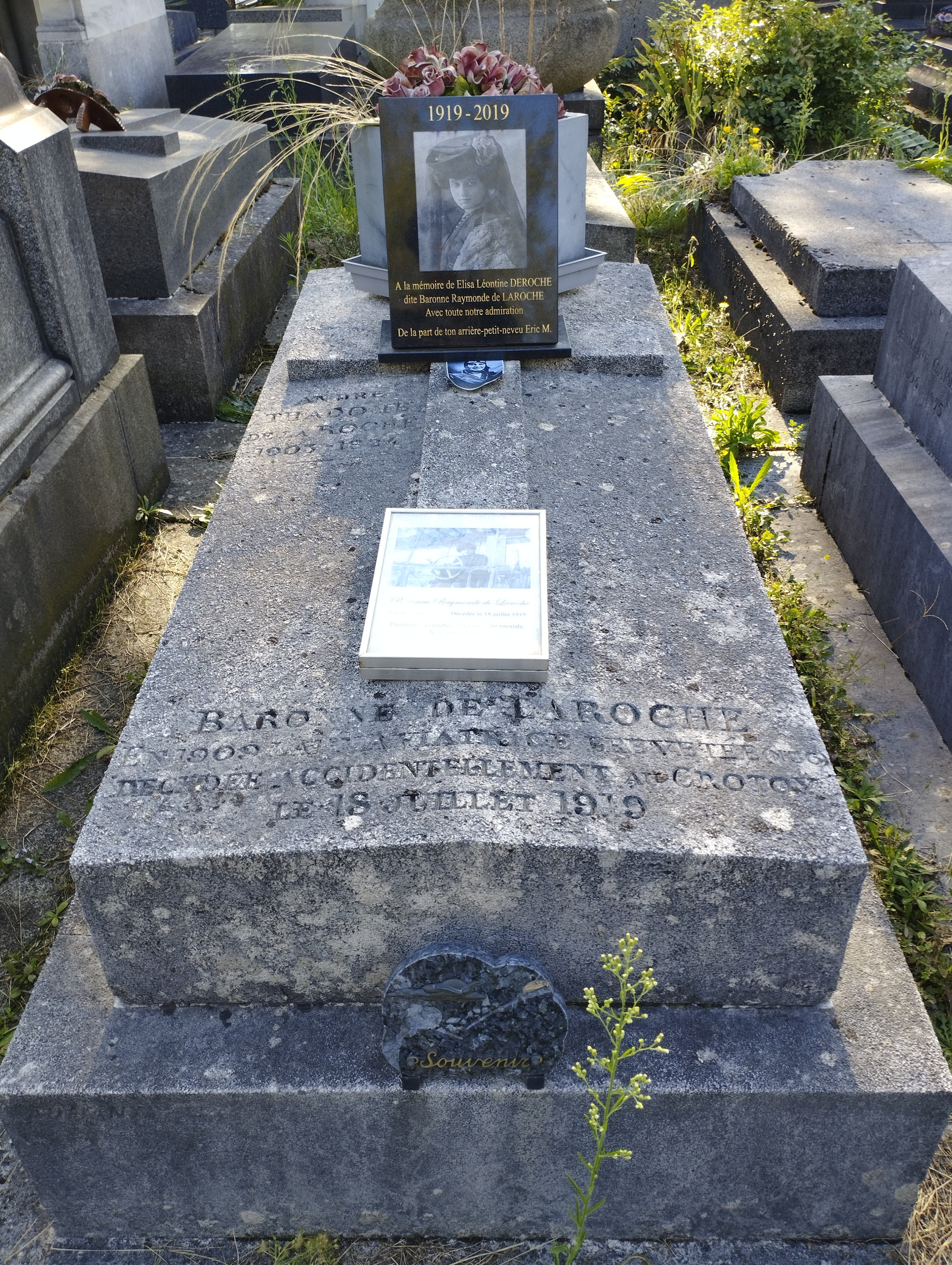
Tombe de Raymonde de Laroche au cimetière du Père-Lachaise (division 92).

Le 18 juillet 1919, elle se rend à l'aérodrome du Crotoy pour faire des tests sur un avion. Ingénieure chevronnée, elle avait l'intention  de devenir la première femme pilote de test. Elle copilote à cette occasion un avion expérimental. Lors des manœuvres d'approche pour l'atterrissage, l'avion plonge et s'écrase, tuant les deux copilotes,.
Elle est inhumée au cimetière du Père-Lachaise (division 92).

## Vie privée
Élisa Deroche a été mariée deux fois. Le 4 août 1900, elle épouse Louis Léopold Thadome à la mairie du 4e arrondissement. Le couple ayant divorcé le 28 juin 1909, elle se remarie avec Jacques Vial le 20 février 1915 à Meudon. Le couple divorce le 16 juillet 1917.

## Distinctions
- Officier d'académie (1911).

## Honneurs posthumes

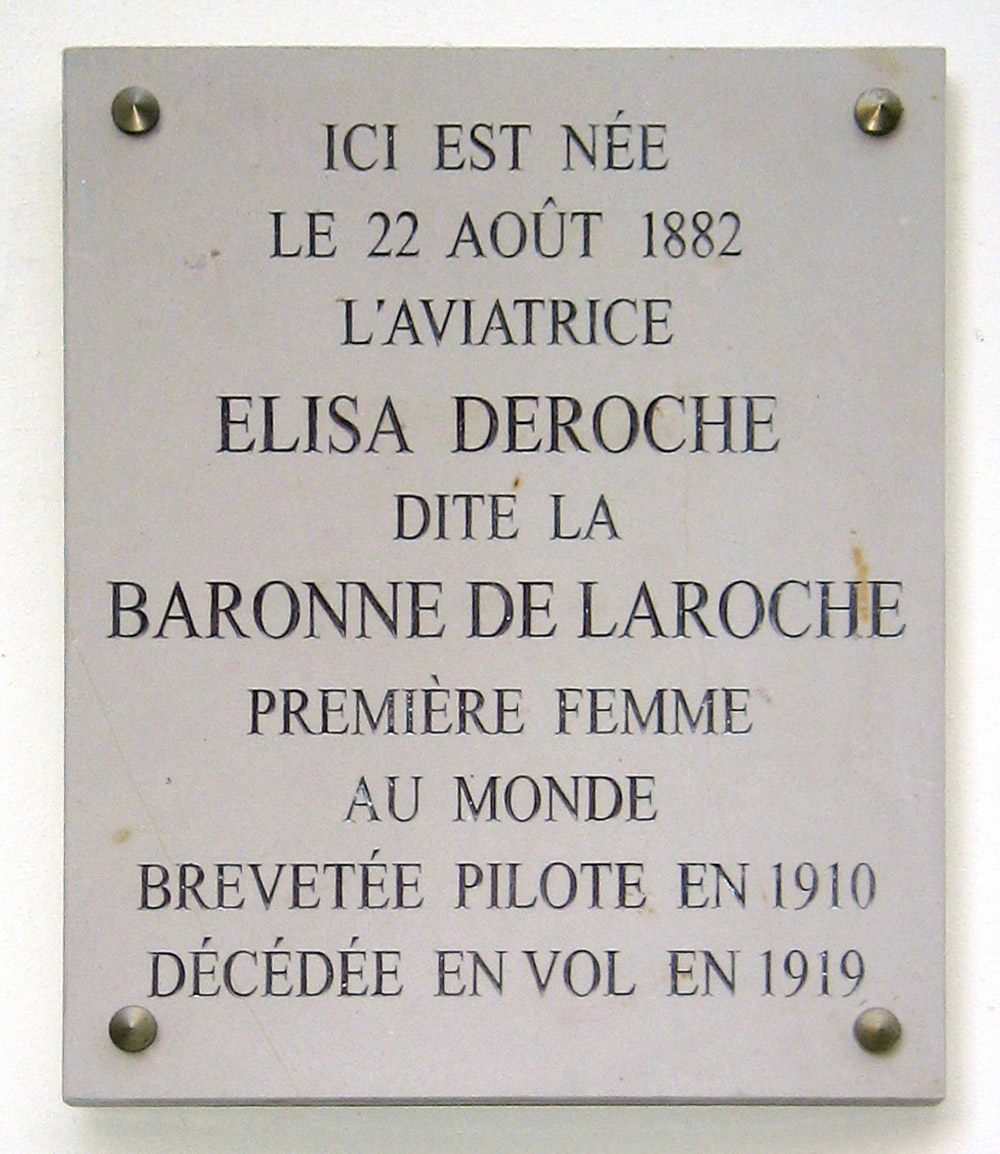
Plaque du 61 rue de la Verrerie à Paris.

- Une plaque est apposée sur sa maison natale, 61 rue de la Verrerie à Paris (disparue en 2018-2019).
- En hommage aux pionniers de l'aviation, la Poste française émet le 18 octobre 2010 un timbre à l'effigie d'Élisa Deroche, première aviatrice brevetée au monde[33].
- Un collège[34] a été baptisé Élise Deroche le 17 octobre 2016 à Le Pian-sur-Garonne, en Gironde.
- Une vingtaine de voies publiques (avenue, rue, etc.) sont baptisées en son honneur à travers le monde.
- Une avenue porte son nom à Viry-Châtillon, la ville du premier aérodrome au monde : l'avenue Baronne-de-Laroche. C'est d'ailleurs dans cette avenue que se situe le vieux bâtiment de Port-Aviation, le premier aérodrome au monde.
- Une rue porte son nom sur le territoire de la commune d'Orly, dans le secteur de Cœur d'Orly, sur la plateforme de l'aéroport Paris-Orly.
- Une rue porte son nom sur le territoire de l'aéroport de Mirabel, au Québec.
- Une allée est dénommée en son honneur à Échirolles, sur le site de l'ancien aéroport de Grenoble-Mermoz.
- Une rue porte son nom à Gand, en Belgique (Raymonde De Larochelaan, Gent).